# أداة العدوى

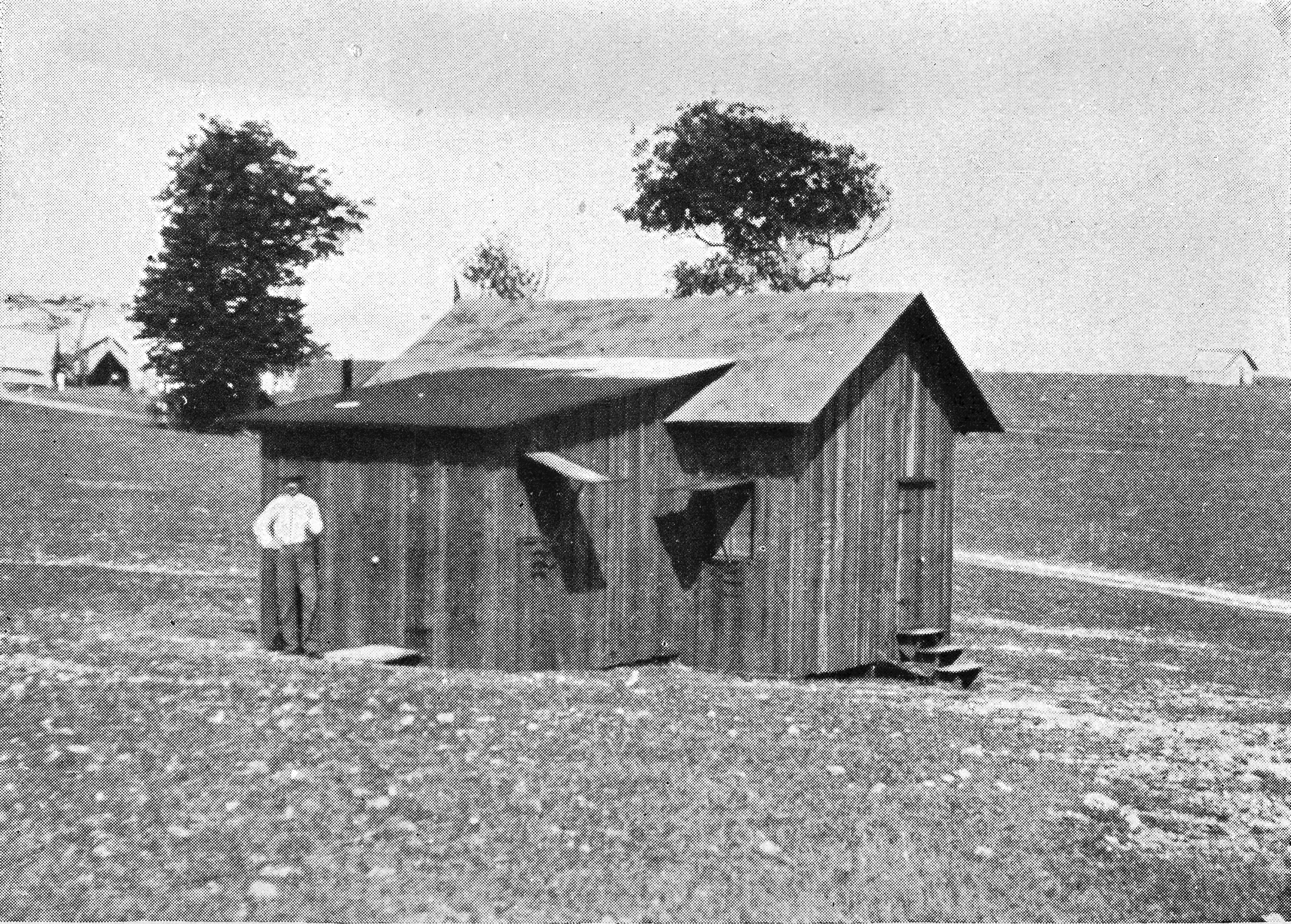

أداة العدوى (بالإنجليزية: Fomite)‏ هي أي كائن أو مادة عديمة الحياة قادرة على نقل الكائنات الحية المعدية، مثل الجراثيم أو الطفيليات، وبالتالي نقلها من فرد إلى آخر. وتُعتبر خلايا الجلد والشعر والملابس وأغطية الفراش مصادر شائعة للتلوث.
وترتبط أدوات العدوى على نحو خاص بالأخماج المشفوية (عدوى المستشفيات) (HAI)، حيث إنها تعد من الطرق الممكنة لمرور مسببات الأمراض بين المرضى. وسماعات الطبيب ورابطات العنق من أدوات العدوى المرتبطة بمقدمي الرعاية الصحية. ويمكن أن تكون أجهزة المستشفيات الطبية مثل أنابيب التقطير الوريدي والقسطرات وأجهزة دعم الحياة أدوات نقل للعدوى أيضًا عندما تشكل مسببات الأمراض بيوفيلم على الأسطح. ويحول التعقيم الحذر لهذه الأجسام دون انتقال العدوى.
واكتشف الباحثون أن الأسطح الملساء (غير المسامية) (على سبيل المثال، مقابض الأبواب) تنقل البكتيريا والفيروسات بشكل أفضل من المواد المسامية (مثل النقود الورقية). وسبب ذلك هو أن المواد المسامية، لا سيما المواد الليفية، تمتص وتمسك العدوى، مما يجعل من الصعب الانتقال من خلال اللمس البسيط.

## أصل الكلمة
كلمة fomite (أداة العدوى) هي اشتقاق عكسي من الجمع fomites (أدوات العدوى)، التي كانت في الأصل الجمع باللغة اللاتينية (fōmĭtēs) من المفرد fōmĕs، والتي تعني حرفيًا الصوفان. في اللاتينية الكلاسيكية، كانت كلمة fōmĭtēs تُنطق foːmɪteːs. ولكن الشكل الحديث من الإنجليزية هو بشكل عام (تُلفظ بالإنجليزية: ‎/ˈfoʊmaɪts/‏)، ومفردها هو “fomite” (تُلفظ بالإنجليزية: ‎/ˈfoʊmaɪt/‏).

## وصلات خارجية
- discussion on Language Log
- General characteristics and roles of fomites in viral transmission